# Narodni park Pollino
Narodni park Pollino (italijansko Parco Nazionale del Pollino) je italijanski narodni park na južnem delu polotoka, v pokrajinah Cosenza, Matera in Potenza. Ime je dobil po istoimenskem gorskem gorovju Pollino. V parku raste najstarejše evropsko drevo, Heldreichov bor (Pinus heldreichii), star 1230 let, simbol parka pa je redek bosanski bor. Od novembra 2015, z vključitvijo Unesca na svetovni seznam geoparkov, je park Pollino uvrščen na seznam svetovne dediščine. Obsega skupno 88.650 ha na lukanski strani (Muro lucano) in 103.915 ha na kalabrijski. Največji park v državi obsega 1.925,65 kvadratnih kilometrov in je med 50 največjimi na svetu. Navadna bukev je najbolj razširjeno drevo v parku, park pa je tudi dom številnih pomembnih zdravilnih zelišč.

## Geografija
Najvišje gore Pollina potekajo v smeri zahod-vzhod, kot so Monte Cerviero (1443 m), Montagna di Grasta (1465 m), Coppola di Paola (1919 m), Serra del Prete (2181 m), Monte Pollino (2248 m), Serra Dolcedorme (2267 m) in Serra di Crispo (2053 m). S svojimi grobimi vrhovi tvorijo jedro parka. Za pokrajino so značilne tudi številne reke in potoki, na primer Torrente Raganello (32 km), Torrente Peschiera (17 km) in Fiume Lao, ki tečejo čez pečine, slapove in vzdolž starih dreves skozi celoten narodni park. Erozija je v tisočletjih ustvarila spektakularne soteske, kot so Grande Gola del Lao, Gola della Garavina in Gola del Barile. Stene Gola del Raganello se strmo dvigajo do 700 metrov. Z apnencem bogato območje ima jame, vredne ogleda, kot so Grotta di Piezze, Grotta di San Paolo in predvsem Grotta del Romito, ki je bila ponovno odkrita leta 1961. 34 m dolg skalni previs s sosednjo 25 m dolgo jamo je postal znan po odkritju kamenodobnih skalnih poslikav. Izkopavanja v 1960-ih so na balvanu razkrila podrobno upodobitev dveh starodavnih goved. Geološke značilnosti v narodnem parku so bile leta 2015 certificirane kot Unescov globalni geopark.

## Rastlinstvo in živalstvo
Narodni park ima obsežne bukove gozdove, oddaljene visoke pašnike, jelke in redke Heldreichove borovce (Pinus holdreichii H. Christ, sin.: Pinus leucodermis Antoine). Silhueta te osupljive vrste bora tvori simbol narodnega parka Pollino. [[Planinski orel je lahko preživel v zaščitenih skalnih stenah kanjonov. Jastrebi in sove so doma na območju Timpa di San Lorenzo (1652 m). Na območju Falconare (1656 m) je poleg divje svinje po vsej Bazilikati pogost tudi apeninski volk. Čeprav je resno ogrožen (danes je ostalo le okoli 30 primerkov), ni nikoli popolnoma izginil iz gorovja Pollino. V gozdovih so pogosti svizci, kuna belica in evropski dihur. V obsežnih bukovih in jelovih gozdovih, ki se raztezajo od središča parka proti severu na nadmorski višini od 1000 do 1900 metrov, živijo skalni plezalček (Tichodroma muraria), črna žolna, krokar in kotorna. Planinski orli in sove gnezdijo v soteski Raganello, ki je visoka do 700 metrov, in na območju Timpa San Lorenzo. Številni vodotoki Pollina ponujajo idealne življenjske razmere za postrvi, vidre in močerade.

## Dogodki

### Gozdni požari 2007
Konec julija 2007 je 6267 hektarjev narodnega parka Pollino postalo žrtev velikega požiga. Za požigom naj bi bil organiziran kriminal. Direktor parka Domenico Pappaterra je spontano in šokirano povedal: »Narodni park je bil opustošen in spremenjen v lunarno pokrajino. Pri nas doživljamo okoljsko katastrofo. Ognjeni zublji so uničili najlepši del parka.« Pravzaprav je bilo prizadetih 3,1 % celotne površine parka, prizaneseno je bilo »najdragocenejšim območjem« (npr. osrednji masiv z Monte Pollino, Serra di Crispo in planotami vmes, kjer je večina borovcev). Zaradi gozdnih požarov je bil izdelan načrt za preprečevanje požarov, ki temelji na uporabi prostovoljcev civilne zaščite in lokalnih društev.

### Hudournik 2018
21. avgusta 2018 je hudournik, ki je nastal po močnem dežju, ubil 10 pohodnikov v soteski Torrente Raganello.